# Ciprian Tudosă
Ciprian Tudosă (Rădășeni, 31 marzo 1997) è un canottiere rumeno.

## Biografia
Ha rappresentato la Romania ai Giochi olimpici giovanili di Nanchino 2014 vincendo la medaglia d'oro nel doppio, con il connazionale Gheorghe Robert Dedu.
Si è laureato vicecampione del mondo ai mondiali di Plovdiv 2018, gareggiando con Marius Cozmiuc.

## Palmarès
- Mondiali

Plovdiv 2018: argento nel 2 senza
- Europei

Račice 2017: argento nel 4 senza
Glasgow 2018: bronzo nel 2 senza
Lucerna 2019: argento nel 2 senza
Poznań 2020: oro nel 2 senza
- Giochi olimpici giovanili

Nanchino 2014: oro nel doppio